# 投票選抜戦
日本プロ麻雀連盟 投票選抜戦（にほんプロまーじゃんれんめい とうひょうせんばつせん）は、アーケード版麻雀格闘倶楽部において、最も対戦したいプロ雀士にゲーム機上で投票するイベントである。

## 概要
2012年2月、幕張メッセで行われたAOUアミューズメント・エキスポにおいて、麻雀格闘倶楽部10周年の特別企画として開催が発表されたもので、同年4月23日から6月18日に第1回が開催された。好評だったため、その後もバージョン毎に1回行われている（2022年10月現在、UV絆の章 - Extremeまで全10回）。

## 共通ルール
各回の詳細なルールは開催年度のリンクを参照。
- 対戦したいプロ雀士に「投票権」を投じ、サポーターランクを上げていく。
  - 投票権は1日1回プレーや対局1位、ドラゴンJACKPOT獲得など、様々な方法で獲得できる。
  - 投票するプロ雀士は一人でなくてもよく、何人にでも投票できる（2014年後半戦を除く）。
- サポーターランクは投票数に応じてC - DIAMOND SSSまで存在（2014年以前はSSSまで）。
- サポーターランクが上がると、各種演出や投票したプロ雀士との優先マッチング権利などを獲得できる（いずれも投票選抜戦終了まで有効）。
- 2014年以降、各プロ雀士への最終投票数が上位100名のサポーターは（2014年は後半戦に進出したプロ雀士のみ）、投票選抜戦終了後に上位サポーターの登場演出を獲得でき[注 1]、加えて同1位のサポーターは、引き続きAサポーター以上の特典を使用できる[注 2]（プロ雀士との優先マッチング権利を除く）。

## サポーターランクと特典
投票選抜戦2022におけるサポーターランクと必要な投票数、及び特典は以下の通り。
- Cサポーター（1票以上）…なし
- Bサポーター（10票以上）…なし
- Aサポーター（20票以上）…プロ雀士の声[注 3]
- Sサポーター（50票以上[注 4]）…プロ雀士のあがり演出[注 5]
- SSサポーター（100票以上[注 6]）…プロ雀士のリーチ演出[注 7]
- SSSサポーター（200票以上[注 8]）…プロ雀士本人との優先マッチング権利[注 9]、プロ雀士エンブレム収集の遊び解禁[注 10]
- PLATINUM SSSサポーター[注 11]（800票以上）…リスペクト演出（対戦待受時にプロ雀士の顔が登場する演出）
- DIAMOND SSSサポーター[注 12]（1,500票以上）…スペシャルサポータープレート、プロ雀士本人との「超」優先マッチング権利[注 13]

## 日本プロ麻雀連盟 投票選抜戦（2012年）
前述の通り麻雀格闘倶楽部10周年の特別企画として、2012年4月23日 - 6月18日、ultimate version 〜絆の章〜にて開催。
- 開始に先立ってプロ雀士全員のポスターが作成され、全国各地のゲームセンターなどに掲示された。
- 得票数ランキングは男女混合で集計。
  - 最終結果上位20名のプロ雀士の「しゃべる卓背景」がビジュアルアレンジとして作成され、投票選抜戦終了後の対局イベントで獲得できた（2022年7月現在も、参戦から外れたプロ雀士を除き利用可能）。

### 最終結果
- 1位 二階堂亜樹
- 2位 二階堂瑠美
- 3位 和泉由希子
- 4位 白河雪菜
- 5位 小島武夫
- 6位 畑正憲
- 7位 蒼井ゆりか
- 8位 中山奈々美
- 9位 宮内こずえ
- 10位 黒沢咲
- 11位 長内真実
- 12位 田村りんか
- 13位 佐々木寿人
- 14位 灘麻太郎
- 15位 滝沢和典
- 16位 ジェン
- 17位 優木美智
- 18位 荒正義
- 19位 森山茂和
- 20位 中川由佳梨

## 日本プロ麻雀連盟 投票選抜戦2013 プロ雀士！！全力マニフェスト
2013年7月22日 - 9月29日、NEXTにて開催。
- この回はプロ雀士全員が「私が〇位だったら△△します」のような形で「マニフェスト」を掲げ、その実行をかけて競い合う形式であった。
  - 開始に先立ってプロ雀士全員のポスターが作成されると共に、YouTubeKONAMI公式チャンネル[2]にマニフェスト発表動画がアップロードされた。
- この回より、得票数ランキングは男女別での集計となった。

### 最終結果（男性部門）
- 1位 小島武夫
- 2位 畑正憲
- 3位 佐々木寿人
- 4位 滝沢和典
- 5位 ガース・ネルソン
- 6位 灘麻太郎
- 7位 森山茂和
- 8位 荒正義
- 9位 紺野真太郎
- 10位 瀬戸熊直樹

### 最終結果（女性部門）
- 1位 白河雪菜
- 2位 高宮まり
- 3位 二階堂瑠美
- 4位 二階堂亜樹
- 5位 中山奈々美
- 6位 宮内こずえ
- 7位 和泉由希子
- 8位 蒼井ゆりか
- 9位 田村りんか
- 10位 和久津晶

### マニフェストを実行できたプロ雀士一覧
五十音順で掲載、詳細はリンクを参照。

#### 男性部門
- ガース・ネルソン
- 小島武夫
- 紺野真太郎
- 佐々木寿人
- 猿川真寿
- 沢崎誠
- 杉浦勘介
- 滝沢和典
- 福光聖雄
- 森山茂和
- 山井弘

#### 女性部門
- 魚谷侑未
- 京平遥
- ジェン
- 清水香織
- 白河雪菜
- 高宮まり
- 中山奈々美
- 二階堂瑠美
- 平岡理恵
- 宮内こずえ
- 渡辺郁江

## 日本プロ麻雀連盟 投票選抜戦2014 プロ雀士戦国時代
2014年9月5日 - 11月9日、頂の陣にて開催。
- この回は投票選抜戦で唯一、前半戦と後半戦に分かれて開催された（前半戦9月5日 - 10月5日、後半戦10月10日 - 11月9日）。
- 前半戦の男女別得票数上位16名、計32名のプロ雀士が「将軍」となって後半戦に進める、二段階選抜方式で行われた。
  - 前半戦は通常の投票選抜戦同様であるが、後半戦はすべての投票数を持ち越した上で「将軍」の中から一人を指名し、他プレーヤーと投票数を争奪+砲弾を装填した局で満貫以上を和了して投票数を獲得する方式。
    - このため後半戦では、投票選抜戦で唯一「投票数が減少」することがあった。
- 後半戦に進めなかったプロ雀士は、いずれかの将軍に「援軍」として加勢し、それぞれの将軍を指名したサポーターの優先マッチングの対象となった。
- 後半戦のランキングは男女混合で集計。
  - 最終結果1位となった将軍について、その栄誉を称える「最強軍の宴」が開催された[5]。

### 最終結果
- 1位 高宮まり
- 2位 二階堂瑠美
- 3位 東城りお
- 4位 和泉由希子
- 5位 二階堂亜樹
- 6位 手塚紗掬
- 7位 白河雪菜
- 8位 石田亜沙己
- 9位 宮内こずえ
- 10位 蒼井ゆりか
- 11位 和久津晶
- 12位 小島武夫
- 13位 小笠原奈央
- 14位 中山奈々美
- 15位 ジェン
- 16位 清水香織
- 17位 畑正憲
- 18位 佐々木寿人
- 19位 黒沢咲
- 20位 滝沢和典
- 21位 灘麻太郎
- 22位 ガース・ネルソン
- 23位 森山茂和
- 24位 小車祥
- 25位 荒正義
- 26位 猿川真寿
- 27位 紺野真太郎
- 28位 瀬戸熊直樹
- 29位 前原雄大
- 30位 伊藤優孝
- 31位 山井弘
- 32位 藤崎智

## 日本プロ麻雀連盟 投票選抜戦2015
2015年9月1日 - 10月18日、彩の華にて開催。
- 最終結果男女各上位8名のプロ雀士について、投票選抜戦終了後に認定証の授与式が、各1位のサポーターの所属する店舗で行われた。

### 最終結果（男性部門）
- 1位 小島武夫
- 2位 畑正憲
- 3位 佐々木寿人
- 4位 灘麻太郎
- 5位 滝沢和典
- 6位 荒正義
- 7位 森山茂和
- 8位 ガース・ネルソン

### 最終結果（女性部門）
- 1位 高宮まり
- 2位 二階堂瑠美
- 3位 二階堂亜樹
- 4位 和泉由希子
- 5位 宮内こずえ
- 6位 東城りお
- 7位 石田亜沙己
- 8位 手塚紗掬

## 日本プロ麻雀連盟 投票選抜戦2016 プロ雀士への挑戦状
2016年7月4日 - 8月11日、ZEROにて開催。
- 最終結果男女各1位のプロ雀士の冠大会が、投票選抜戦終了後に開催された[8][9]。

### 最終結果（男性部門）
- 1位 小島武夫
- 2位 畑正憲
- 3位 佐々木寿人
- 4位 灘麻太郎
- 5位 滝沢和典
- 6位 ガース・ネルソン
- 7位 荒正義
- 8位 杉浦勘介

### 最終結果（女性部門）
- 1位 高宮まり
- 2位 東城りお
- 3位 二階堂亜樹
- 4位 石田亜沙己
- 5位 二階堂瑠美
- 6位 宮内こずえ
- 7位 和泉由希子
- 8位 大亀あすか

## 日本プロ麻雀連盟 投票選抜戦2017
2017年8月8日 - 10月2日、豪華絢爛にて開催。
- この回から、男女混合の「新規参戦プロ部門」が創設された。
- 最終サポーターランクがSサポーター以上の場合、ゲーム機上で当該プロ雀士からのビデオレターを閲覧することができた（2017年末まで）。

### 最終結果（男性部門）
- 1位 小島武夫
- 2位 畑正憲
- 3位 佐々木寿人
- 4位 滝沢和典
- 5位 灘麻太郎
- 6位 杉浦勘介
- 7位 ガース・ネルソン
- 8位 荒正義

### 最終結果（女性部門）
- 1位 高宮まり
- 2位 東城りお
- 3位 岡田紗佳
- 4位 二階堂亜樹
- 5位 宮内こずえ
- 6位 二階堂瑠美
- 7位 和泉由希子
- 8位 大亀あすか

### 最終結果（新規参戦プロ部門）
- 1位 岡田紗佳
- 2位 古川彩乃
- 3位 赤木由実

## 日本プロ麻雀連盟 投票選抜戦2019
2019年3月11日 - 5月12日、GRAND MASTERにて開催。
- 投票選抜戦終了後にSSSサポーター以上限定の特別大会「応援感謝祭」が開催され[12]、GRAND MASTER公式サイトからエントリーした四麻・三麻の各上位12名が、同年7月14日に行われる頂上対局に出場[13]。

### 最終結果（男性部門）
- 1位 沖ヒカル
- 2位 佐々木寿人
- 3位 畑正憲
- 4位 滝沢和典
- 5位 灘麻太郎
- 6位 ガース・ネルソン
- 7位 瀬戸熊直樹
- 8位 荒正義

### 最終結果（女性部門）
- 1位 高宮まり
- 2位 東城りお
- 3位 岡田紗佳
- 4位 宮内こずえ
- 5位 二階堂亜樹
- 6位 大亀あすか
- 7位 石田亜沙己
- 8位 和久津晶

### 最終結果（新規参戦プロ部門）
- 1位 大久保朋美
- 2位 沖ヒカル
- 3位 早川林香

## 日本プロ麻雀連盟 投票選抜戦2020
2020年8月3日 - 10月4日、疾風にて開催。

### 最終結果（男性部門）
- 1位 佐々木寿人
- 2位 灘麻太郎
- 3位 杉浦勘介
- 4位 沖ヒカル
- 5位 滝沢和典
- 6位 ガース・ネルソン
- 7位 藤崎智
- 8位 瀬戸熊直樹

### 最終結果（女性部門）
- 1位 高宮まり
- 2位 岡田紗佳
- 3位 東城りお
- 4位 宮内こずえ
- 5位 二階堂亜樹
- 6位 石田亜沙己
- 7位 魚谷侑未
- 8位 夏目翠

### 最終結果（新規参戦プロ部門）
- 1位 夏目翠
- 2位 伊達朱里紗
- 3位 日高志穂

## 日本プロ麻雀連盟 投票選抜戦2021
2021年10月4日 - 12月6日、疾風にて開催。
- 前述の通り投票選抜戦はバージョン毎に1回の開催が原則であるが、この回は前回開催からバージョンアップが行われず、史上初の「同一バージョンで2回目の投票選抜戦」となった。
- 同年7月26日から新規参戦の中田花奈を加えた全70名で行われ、新規参戦プロ部門はなし。

### 最終結果（男性部門）
- 1位 佐々木寿人
- 2位 滝沢和典
- 3位 灘麻太郎
- 4位 杉浦勘介
- 5位 沖ヒカル
- 6位 ガース・ネルソン
- 7位 瀬戸熊直樹
- 8位 荒正義

### 最終結果（女性部門）
- 1位 中田花奈
- 2位 高宮まり
- 3位 岡田紗佳
- 4位 東城りお
- 5位 宮内こずえ
- 6位 和泉由希子
- 7位 二階堂亜樹
- 8位 石田亜沙己

## 日本プロ麻雀連盟 投票選抜戦2022
2022年7月28日 - 9月25日、Extremeにて開催。
- 投票権に関して、前回から若干の仕様変更が行われた（ログインで獲得→オンライン対戦1対局プレー後に獲得、投票権のストック上限1,000→100）。

### 最終結果（男性部門）
- 1位 佐々木寿人
- 2位 滝沢和典
- 3位 沖ヒカル
- 4位 灘麻太郎
- 5位 日吉辰哉
- 6位 杉浦勘介
- 7位 瀬戸熊直樹
- 8位 吉田直

### 最終結果（女性部門）
- 1位 伊達朱里紗
- 2位 高宮まり
- 3位 岡田紗佳
- 4位 安藤りな
- 5位 東城りお
- 6位 中田花奈
- 7位 宮内こずえ
- 8位 石田亜沙己

### 最終結果（新規参戦プロ部門）
- 1位 安藤りな
- 2位 川原舞子
- 3位 一瀬由梨